# Fernico

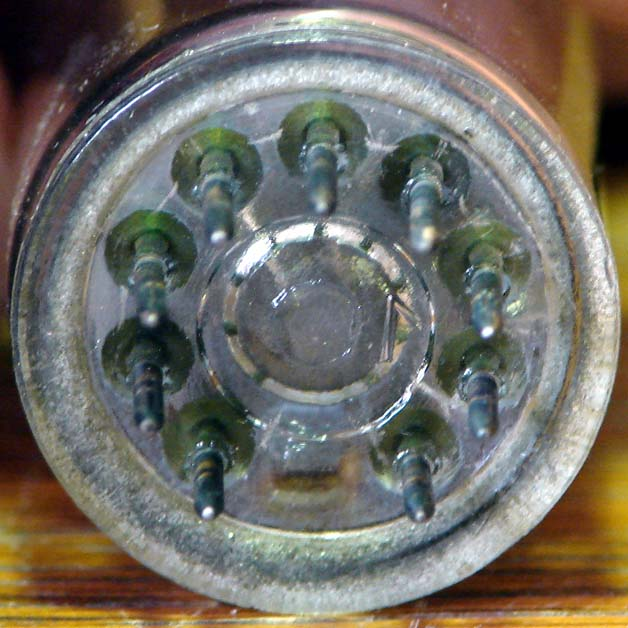
De hulzen voor elektrische aansluiting door het glasomhulsel van een buislamp bestonden uit Fernico

Fernico is een legering van ijzer (Fe), nikkel (Ni) en kobalt (Co). De naam is een aaneenschakeling van de wetenschappelijke symbolen van deze stoffen (Fe, Ni en Co) en is (of was) een handelsmerk. Fernico heeft dezelfde lineaire uitzettingscoëfficiënt als bepaalde soorten glas en is daarom een ideaal materiaal voor gebruik in gloeilampen en elektronenbuizen.
Producten van dit materiaal worden geproduceerd door het sinteren van metaalpoeders. Fernico heeft ook ferromagnetische eigenschappen.